# Évora Monte

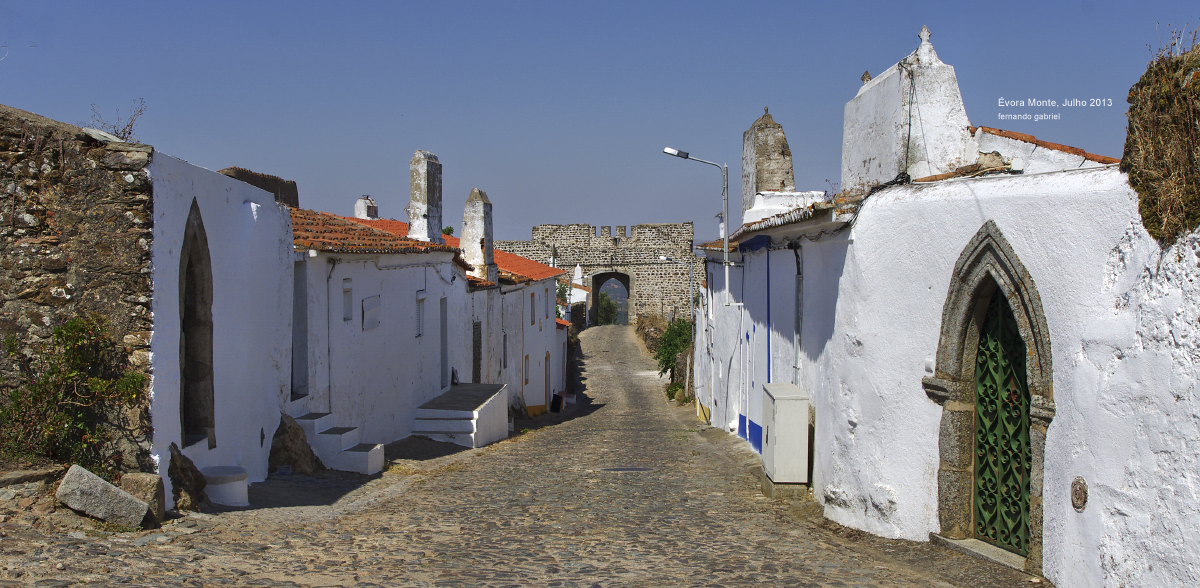
Porta nordeste do castelo

Évora Monte ou Evoramonte é uma povoação portuguesa e sede da freguesia de Évora Monte (Santa Maria) do município de Estremoz. A freguesia tem 99,38 km² de área e em 2021 tinha 506 habitantes (densidade: 5,1 hab./km²)..

## História
Evoramonte tem o nome alternativo de Santa Maria. Teve foral em 1248. Fez parte do património da Casa de Bragança e pertenceu ao concelho de Vimieiro até à extinção deste em 1846. Foi sede do concelho de Evoramonte criado nesse ano e extinto em 1855. Este era constituído por 5 freguesias: Evoramonte, São Pedro, São Bento do Mato, Freixo e Vidigão.
Em 1801 tinha 2 661 habitantes e 227 km². Após as reformas administrativas do início do liberalismo foi-lhe anexada a freguesia de Santa Justa. Em 1849 tinha 3 030 habitantes e 270 km².
Aqui se assinou, em 26 de maio de 1834 a Convenção de Évora Monte, que pôs termo à guerra civil de 1832-34 travada entre absolutistas e liberais e definiu o exílio do ex-infante D. Miguel.

## Demografia
Nota: Nos anos de 1911 a 1930 tinha anexada a freguesia de Évora Monte-S. Pedro. Pelo decreto lei nº 27.424, de 31/12/1936, passou a existir apenas somente Évora Monte.
A população registada nos censos foi:
| Distribuição da população por grupos etários | Distribuição da população por grupos etários | Distribuição da população por grupos etários | Distribuição da população por grupos etários | Distribuição da população por grupos etários |
| -------------------------------------------- | -------------------------------------------- | -------------------------------------------- | -------------------------------------------- | -------------------------------------------- |
| Ano                                          | 0-14 anos                                    | 15-24 anos                                   | 25-64 anos                                   | > 65 anos                                    |
| 2001                                         | 84                                           | 76                                           | 324                                          | 240                                          |
| 2011                                         | 52                                           | 42                                           | 267                                          | 208                                          |
| 2021                                         | 46                                           | 35                                           | 231                                          | 194                                          |

## Composição heráldica
- Brasão: Escudo de vermelho, um castelo de ouro, lavrado, aberto e frestado de negro, carregado na torre central de uma aspa de vermelho, sobre um monte de prata, realçado de verde e movente da ponta; em chefe, um crescente voltado de prata e um sino do mesmo, badalado de ouro. Coroa mural de prata de quatro torres. Listel branco, com a legenda a negro: "EVORAMONTE - SANTA MARIA".
- Bandeira: Esquartelada de amarelo e verde. Cordão e borlas de ouro e verde. Haste e lança de ouro.
- Selo: Nos termos da lei, com a legenda: "Junta de Freguesia de Evoramonte - Santa Maria - Estremoz".

## Património

### Religioso
- Igreja Matriz, também conhecida como Igreja Matriz de Nossa Senhora da Conceição ou de Santa Maria
- Igreja Paroquial de São Pedro
- Igreja da Misericórdia
- Capela de Santa Rita de Cássia
- Ermida de Santa Margarida
- Ermida de Santa Vitória
- Ermida de Santo Estêvão
- Ermida de São Brás
- Ermida de São Lourenço
- Ermida de São Marcos
- Ermida de São Sebastião

### Civil
| - Casa da Convenção - Celeiro Comum - Cisterna Pública |  | - Chafariz - Paços do Concelho - Pelourinho |

### Militar
- Castelo
- Muralhas
- Torre/Paço Ducal